# Филтрација
Филтрација је пропуштање гаса или течности кроз полупропустљиву преграду која се назива филтрациони медијум (нпр. филтар-папир) са циљем да се из гаса или течности одстране суспендоване чврсте честице. Гас или течност пречишћени на овај начин се називају филтрати, док се чврсте честице задржане на филтрационом медијуму називају филтрациона погача или талог.